# Dario Cavaliere
Dario Cavaliere (ur. 6 marca 1997) – włoski szablista, brązowy medalista mistrzostw świata.
W 2016 roku zdobył srebro drużynowo na mistrzostwach świata juniorów w Bourges. Na rozgrywanych rok później mistrzostwach świata juniorów w Płowdiwie zdobył srebro drużynowo i brąz indywidualnie. 
Podczas mistrzostw świata w Lipsku w 2017 roku Włosi w składzie: Enrico Berrè, Dario Cavaliere, Luca Curatoli i Luigi Samele zdobyli brązowy medal w zawodach drużynowych.
Ponadto wywalczył brązowy medal indywidualnie na igrzyskach śródziemnomorskich w Oranie w 2022 roku.
Jego ojciec, Massimo Cavaliere, także był szermierzem.